# Exechia concinna
Exechia concinna ist eine Mücke innerhalb der Familie der Pilzmücken (Mycetophilidae).

## Merkmale
Die Mücken haben eine Körperlänge von etwa drei Millimetern. Ihr Körper ist schlank und buckelig gebaut, die Hüften sind verhältnismäßig lang. Die Fühler sind länger als der Thorax und entspringen ungefähr in der Mitte der Augenhöhe. Die Augen sind wie bei allen Arten der Gattung voneinander getrennt, die Punktaugen (Ocelli) liegen nahe am oberen Rand der Facettenaugen. Die Sporen auf den Schienen (Tibien) sind gut ausgebildet. Die Flügelgabel M3+4 liegt hinter der Gabel M1 und M2.

## Lebensweise und Verbreitung
Die Tiere kommen in Mitteleuropa häufig vor. Sie bewohnen feuchte Wälder, wo die Larven sich in Röhrenpilzen, Blätterpilzen und verrottendem Laub entwickeln. 

## Belege